# سادیئوو، استان بورگاس
سادیئوو (به بلغاری: Sadievo) روستایی در بلغارستان است که در آیتوس واقع شده‌است.